# Okręg Goms
Goms (niem. Bezirk Goms, fr. District de Conches) – okręg w Szwajcarii, w kantonie Valais. Siedziba administracyjna okręgu znajduje się w miejscowości Goms.  
Okręg składa się z ośmiu gmin (Politische Gemeinde; commune) o powierzchni 589,20 km² i o liczbie mieszkańców 4385.

## Gminy
1. Bellwald
2. Binn
3. Ernen
4. Fiesch
5. Fieschertal
6. Goms
7. Lax
8. Obergoms

## Zmiany administracyjne
- 1 października 2000
  - utworzenie gminy Grafschaft z gmin Biel, Ritzingen i Selkingen
- 1 października 2004
  - utworzenie gminy Ernen z gmin Ausserbinn, Mühlebach i Steinhaus
  - utworzenie gminy Münster-Geschinen z gmin Geschinen i Münster
  - utworzenie gminy Reckingen-Gluringen z gmin Gluringen i Reckingen
- 1 stycznia 2009
  - utworzenie gminy Obergoms z gmin Obergesteln, Oberwald i Ulrichen
- 1 stycznia 2017
  - utworzenie gminy Goms z gmin Blitzingen, Niederwald, Grafschaft, Münster-Geschinen i Reckingen-Gluringen